# Bossanova (album)
Bossanova – trzeci album studyjny amerykańskiego zespołu rockowego Pixies, wydany w sierpniu 1990 roku. Brzmienie albumu, inspirowane surf rockiem i space rockiem, dopełniane jest tekstami skoncentrowanymi na przestrzeni kosmicznej, która odwołuje się do obiektów takich jak kosmici i UFO.
Bossanova osiągnęła pozycję 70 w rankingu Billboard 200.

## Lista Utworów
Wszystkie utwory zostały napisane przez Franka Blacka, oprócz "Cecilia Ann", która została napisana przez Frosty'ego Hortona i Steve'a Hoffmana.
1. "Cecilia Ann" – 2:05
2. "Rock Music" – 1:52
3. "Velouria" – 3:40
4. "Allison" – 1:17
5. "Is She Weird" – 3:01
6. "Ana" – 2:09
7. "All Over the World" – 5:27
8. "Dig for Fire" – 3:02
9. "Down to the Well" – 2:29
10. "The Happening" – 4:19
11. "Blown Away" – 2:20
12. "Hang Wire" – 2:01
13. "Stormy Weather" – 3:26
14. "Havalina" – 2:33

## Twórcy
- Black Francis – wokal, gitara
- Kim Deal – gitara basowa, wokal
- David Lovering – perkusja
- Joey Santiago – gitara prowadząca
- Robert F. Brunner – theremin w "Velouria" i "Is She Weird"
- Gil Norton – producent
- Moses Schneider – inżynier dźwięku